# Jinghai
För andra betydelser, se Jinghai (olika betydelser).
Jinghai, tidigare stavat Tsinghai, är ett stadsdistrikt i Tianjins storstadsområde i norra Kina. Jinghai fick status som stadsdistrikt den 23 juli 2015, dessförinnan var det ett härad.
Distriktet är indelat i ett stadsdelsdistrikt (jiedao), 16 köpingar (zhen) och två socknar (xiang). Dessutom finns tre administrativa enheter för bland annat industri. 
Stadsdelsdistrikt:
- Huakang (华康街道)

Köpingar:

- Caigongzhuang (蔡公庄镇)
- Chenguantun (陈官屯镇)
- Dafengdui (大丰堆镇)
- Daqiuzhuang (大邱庄镇)
- Duliu (独流镇)
- Jinghai (静海镇)
- Liangtou (梁头镇)
- Shuangtang (双塘镇)
- Taitou (台头镇)
- Tangguantun (唐官屯镇)
- Tuanpo (团泊镇)
- Wangkou (王口镇)
- Xizhaizhuang (西翟庄镇)
- Yanzhuang (沿庄镇)
- Zhongwang (中旺镇)
- Ziya (子牙镇)

Socknar: 
- Liangwangzhuang (良王庄乡)
- Yangchengzhuang (杨成庄乡)

## Källa
1. ↑  ”China: Tiānjīn Municipal Province”. citypopulation.de. https://citypopulation.de/en/china/townships/tianjin/admin/. Läst 30 oktober 2024.
2. ↑  ”worldpostmarks.net”. Arkiverad från originalet den 2 januari 2015. https://web.archive.org/web/20150102101710/http://worldpostmarks.net/HTML%20Countries/china.htm. Läst 22 juli 2015.